# Brenner János (szerzetes)
Boldog Brenner János (Szombathely, 1931. december 27. – Zsida, 1957. december 15.) magyar elsőfogadalmas ciszterci szerzetes, rábakethelyi (ma Szentgotthárd része) káplán, az 1956-os forradalmat követő egyházüldözés vértanúja.

## Élete
Három, később pappá lett fivér egyikeként, polgári családban született. Szülei Brenner József és Wranovich Julianna voltak. Nagyapja, Brenner Tóbiás, szombathelyi polgármester. A Szent Erzsébet ferences templomban keresztelték meg, ahol a János Mária Tóbiás nevet kapta. Gimnáziumi tanulmányainak befejezése után, 1950-ben jelentkezett novíciusnak a ciszterci rendbe. Beöltözésekor kapta az Anasztáz nevet. Csak néhány hétig tapasztalhatta meg a nyugodt, Istennek szentelt életet, mert a szerzetesrendek elleni támadás a Zirci apátságot sem kímélte. Brenner a budapesti Hittudományi Akadémia világi hallgatója lett két szemeszteren át, miközben titokban végezte novíciusi évét. Ezt követően 1951-ben tette le első fogadalmát.
Miután a rendi vezetés már látta, hogy a kommunista diktatúrának egyhamar nem lesz vége, úgy próbálták biztosítani a növendékek jövőjét, hogy felvételüket kérték egyházmegyei szemináriumokba. Így került Brenner 1951-ben a Szombathelyi egyházmegye kispapjai közé. A következő évben a szemináriumok nagy részét feloszlatták. Brennert társaival együtt 1952-ben átvették a győri papneveldébe. Kovács Sándor püspök szentelte pappá 1955. június 19-én a szombathelyi székesegyházban. A város Szent Norbert-templomában mutatta be újmiséjét.
Rábakethelyen, a határ menti Szentgotthárd második kerületében lett káplán. A plébániához négy fília tartozott: Magyarlak, Máriaújfalu, Zsida és Farkasfa. Kozma Ferenc plébános jó példát adott és sokat segített az ifjú papnak. János atya minden áldozatra készen állt a hívekért. Különösen rajongott a gyermekekért és az ifjúságért. Tisztelte, szerette az embereket, nem volt személyválogató.

## Halála
Tevékenységét az akkori államhatalom rossz szemmel nézte, főleg azt, hogy a fiatalokkal is foglalkozott. Hittanosai, ministránsai elmondták, milyen komoly munkát végzett körükben, nemcsak hittanórát tartott számukra, hanem játszott és sportolt is velük. Az Állami Egyházügyi Hivatal megbízottja, Prazsák Mihály el akarta helyeztetni az ifjú papot. Miután ezt a püspök Brenner tudomására hozta, ő csak ennyit szólt: „Nem félek, szívesen maradok.” A püspök kiállt a káplán mellett, és úgy döntött, továbbra is Rábakethelyen marad. Az egyházügyi megbízott erre azt mondta: „Jó, akkor lássák a következményeit!”
János atya tisztában volt azzal, hogy a papi hivatás gyakorlása ebben az időben még emberpróbálóbb feladat, mint amikor a szerzetesrendeket szétverték. Lelki naplójának alábbi gondolata is erre utal: „Uram, Te tudod azt, hogy boldogságot itt az életben nem keresek, hiszen mindenemet beléd helyeztem... Uram, tudom, hogy tieidet nem kíméled a szenvedéstől, mert mérhetetlen hasznuk van belőle.”
Egy őszi este, amikor kismotorral hazafelé tartott Farkasfáról, az erdőből ismeretlen személyek fahasábokat hajigáltak eléje, de ő ügyes manőverezéssel kikerülte őket. Hazaérkezve azt mondta: „Nem volt szerencséjük!” – és jót derült rajtuk.
Mind a mai napig nem lehet pontosan tudni, mi történt az 1957. december 14-éről 15-ére virradó éjjelen. Csak mozaikdarabokból – a gyanúsítottak, elítéltek vallomásából, valamint néhány szemtanú visszaemlékezéséből és a nyomokból – lehet következtetni az eseményekre.
Szemtanúk elmondása szerint december 14-én nagy jövés-menés volt Szentgotthárdon. A tanácstagok részére baráti estet rendeztek, és ezzel egy időben volt a rendőrségi bál is. A rábakethelyi sírásó, miközben egy fiatal halott másnapi temetésére készítette a sírhelyet, egy bőrkabátos csoportot látott a templom és a temető körül. Meggyilkolása reggelén így szólt a plébánia házvezetőnőjéhez, aki a reggelit készítette: "Málcsi néni, olyan gyönyörű ez a reggel! Át tudnám ölelni a világot." A plébános pedig Zsidára ment karácsonyi gyóntatásra. Az éjszakát egy családnál töltötte, mert másnap reggel ő misézett ott.
Éjfél körül egy tizenhét éves fiatalember – Kóczán Tibor, egy korábbi ministráns – zörgetett be a plébániára, azzal a kéréssel, hogy súlyos beteg nagybátyját kellene ellátni a szentségekkel. Brenner átment a templomba, nyakába akasztotta betegellátó tarsolyát, amelyben az Oltáriszentséget vitte, és kísérőjével a dombtetőn keresztül vezető koromsötét gyalogúton elindult Zsida felé. Útközben többször megtámadták, de sikerült elfutnia. Végül a feltételezett beteg háza mellett kapták el. Ez is azt bizonyítja, gyilkosai tudták: Brenner János komolyan veszi hivatását. Ezért várták a megadott címen. És ott, nyakában az Oltáriszentséggel, harminckét késszúrással megölték. A boncolási jegyzőkönyvből azt is tudjuk, hogy a nyelvcsont és a gégeporc szarvainak többszörös törése volt látható a holttesten. Ezt fojtogatással nem lehet előidézni, a sérülés úgy keletkezett, hogy ráléptek a nyakára, megtaposták. A reverendához tartozó fehér papi galléron talajnyomok voltak, és egy cipőtalp körvonala is kirajzolódott rajta. Tehát nemcsak megölni, hanem meggyalázni is akarták.
A nyomozás színjáték volt, mindenki gyanúsított volt, még a plébános is. Végül egy személyt a járási és megyei bíróság halálra ítélt, majd a Legfelsőbb Bíróság felmentette őt. Később azt a fiút ítélték el, aki Brenner Jánost kihívta a plébániáról, de őt is felmentették.
„Az Istent szeretőknek minden a javukra válik” – Brenner János újmisés jelmondata papi életének vezérgondolata volt. Ezzel a lelkülettel élt és halt Krisztusért és a rábízottakért. Rövid, de Istent szerető élete alatt minden a javára vált, még (vagy legfőképpen) a halál is, hiszen az ő vére is a kereszténység magvetése. „A jó pásztor életét adja juhaiért.” Brenner János ezt tette: életét adta egy nem létező betegért, életét adta hivatásáért, Krisztusért. Minden áldozatra képes volt. Nem félt a fenyegetéstől, az üldözéstől.
Több vádat is felhoztak ellene a nyomozás során (féltékenység, embercsempészet), keresve a gyilkosság okát, amit rábizonyíthatnak, de nem találtak senkit, aki rosszat mondott volna róla. A nyomozás végén valaki megjegyezte: „Lefolytatták Brenner János szenttéavatási perét!” Mindenki előtt nyilvánvalóvá vált az Isten ügyét hűségesen szolgáló, tiszta lelkű, becsületes pap élete. Nem embercsempész volt, hanem emberhalász...
Halála és a rákövetkező nyomozás körülményei világossá tették, hogy megölése része az egyház és a hívők megfélemlítésére rendezett akcióknak. Bár megöléséért két embert is elítéltek (előbb Tóka Ferencet, majd rehabilitálása után Kóczán Tibort), valódi gyilkosainak személyére sohasem derült fény. A forradalom után legalább hét papot gyilkoltak meg az országban gyanús körülmények közt, folytatásaként a szovjet megszállással kezdetét vevő egyházüldözésnek.
A nyomozás során a helyiek közül sokakat megfélemlítettek és elhallgattattak. Kóczán Tibor édesanyját, aki felelősségre vonta fiát és a faluban is beszélt róla, egy határőr „véletlenül” lelőtte a kukoricaföldön. Később az is kiderült, hogy Kóczánt a falu párttitkára kérte meg a pap elhívására.
Brenner Jánosról évtizedekig nem volt szabad beszélni. Fényképét az Állami Egyházügyi Hivatal leszedette a győri szeminárium folyosójáról. Papok megverésénél és vallatásánál a későbbiekben elhangzott a mondat: „Te is úgy akarsz járni, mint Brenner János?”.

## Emlékezete

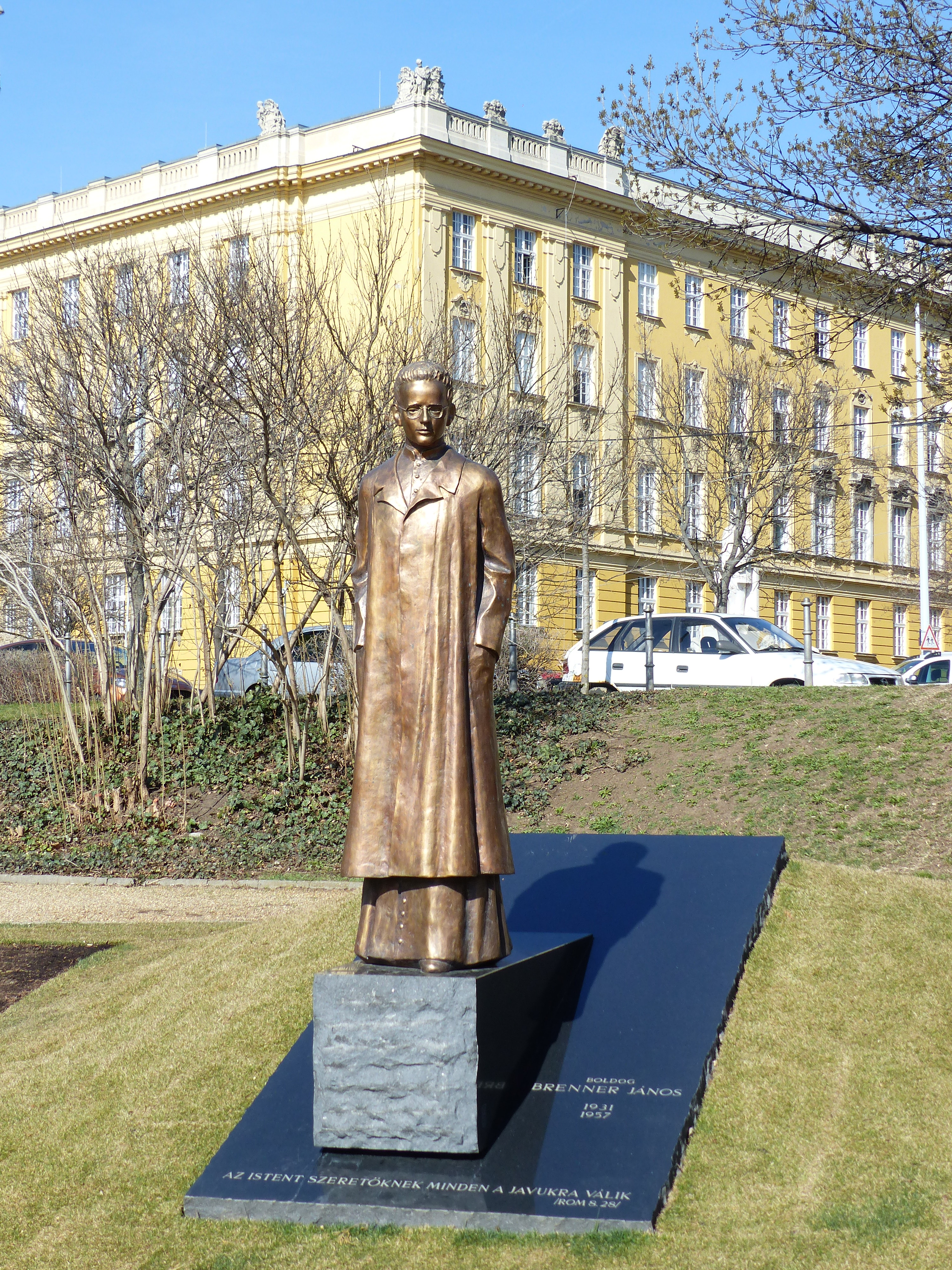
Boldog Brenner János szobra a budapesti Feneketlen-tónál

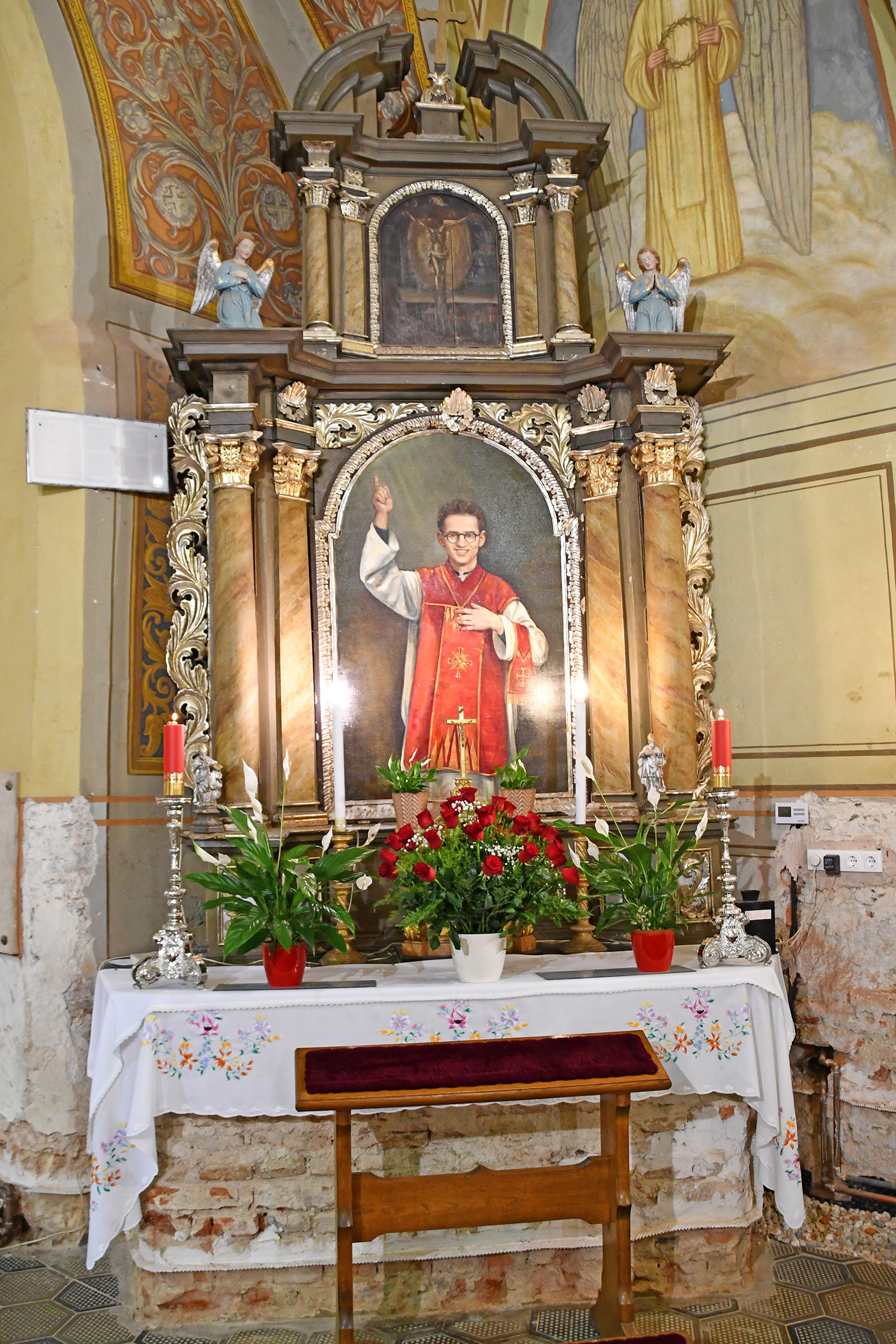
Brenner Jánosnak szentelt mellékoltár a rábakethelyi római katolikus templomban

Sírjára újmisés jelmondata került: „Az Istent szeretőknek minden a javukra válik”. Emlékét az egyházmegyében megőrizték. 1981-ben, születésének 50. évfordulóján a szombathelyi Szent Erzsébet-templom gyóntatókápolnájában őt ábrázoló üvegablakot helyeztek el.
Testvére, Brenner József az 1990-es évek elején felkérte Kahler Frigyes jogtörténészt, hogy a rendelkezésre álló iratok és bűnjelek alapján rekonstruálja bátyja halálának körülményeit.
Az úton, ahol megölték, a rendszerváltás után emlékkápolnát építettek, amelyet 1996. augusztus 25-én Konkoly István megyés püspök szentelt fel. A harang oldalára jelmondatát írták. Az emlékkápolna hivatalos elnevezése „Jó Pásztor kápolna”.
2006. december 16-án Veres András szombathelyi püspök ünnepi szentmisével Brenner János-emlékévet nyitott meg a szombathelyi székesegyházban. Az ünnepségre Kisléghi Nagy Ádám festette meg Brenner János portréképét.
2007. december 16-án, halálának 50. évfordulóján szobrot emeltek egykori középiskolájában, a Ciszterci Rend Nagy Lajos Gimnáziumában, Pécsett. Ugyanebben az évben Horváth István Sándor könyvet írt az életútjáról, A Jó Pásztor követője – Brenner János életútja címmel  Magyar Krisztina grafikusművész illusztrációival.
2007-ben mutatták be Iváncsits Tamás Brenner Jánosról szóló, A jó pásztor című zenés drámáját Szentgotthárdon. A darab sikerétől felbátorítva Lauer Ferenc rendező a következő évben elkészítette a filmváltozatot is. A DVD-film szerzői kiadásban jelent meg, a Brenner János Emlékhely Alapítvány, a Bólyi Római Katolikus Egyházközség, Bóly önkormányzatának kulturális bizottsága és magánszemélyek támogatásával.
2008. szeptember 1-jétől Brenner János nevét viseli a Szombathelyi Egyházmegye fenntartásában lévő, szombathelyi székhelyű Brenner János Óvoda, Általános Iskola és Kollégium.
2009-ben jelent meg Nagy Gábor a Barankovics István Alapítvány ösztöndíját elnyert regénye Ki a konkolyt vetette címmel, mely egy nyugat-magyarországi falu káplánjának a Kádár-rendszerben elkövetett brutális gyilkosságát rekonstruálja.
Rieger Tibor szobrát 2018. december 13-án avatták föl a budapesti Feneketlen-tó mellett, a Placid atya-parkban.
2019-ben Molnár Péter szobrász készített egy Boldog Brenner János-szobrot Karancskesziben.
2023-ban nyolcrészes sorozat készült az életéről Legyetek szeretettel címmel, Jámbor Nándor főszereplésével.

## Boldoggá avatási eljárás
Boldoggá avatási eljárása 1999-ben kezdődött meg. 2008. július 31-én az eljárás első, egyházmegyei vizsgálati szakasza véget ért, és az eljárás a továbbiakban Rómában folytatódott. 2017. november 8-án Ferenc pápa jóváhagyta Brenner János boldoggá avatását. A boldoggá avatásra 2018. május 1-jén Szombathelyen, az Emlékmű-dombon került sor. Az ünnepi szentmisét Angelo Amato bíboros, a Szentek Ügyeinek Kongregációja prefektusa és Erdő Péter prímás, esztergom-budapesti érsek koncelebrálták, utóbbi mondott szentbeszédet. A vértanú ereklyéit öccse, Brenner József nagyprépost helyezte az oltárra. Földi maradványait a Szent Kvirin-templomból a Sarlós Boldogasszony-székesegyházba vitték és helyezték örök nyugalomra.